# Tosanoides aphrodite
Tosanoides aphrodite là một loài cá biển thuộc chi Tosanoides trong họ Cá mú. Loài này được mô tả lần đầu tiên vào năm 2018.

## Từ nguyên
Từ định danh được đặt theo tên của Aphrodite, nữ thần tình yêu và sắc đẹp của Hy Lạp cổ đại, vì kiểu hình của loài cá này đã thu hút các nhà ngư học, cũng như vẻ đẹp của Aphrodite đã mê hoặc các vị thần Hy Lạp.

## Phân bố và môi trường sống
T. aphrodite mới chỉ được biết đến ở quần đảo São Pedro và São Paulo (ngoài khơi Brasil), cũng là loài Tosanoides đầu tiên được ghi nhận ở Đại Tây Dương.
T. aphrodite được phát hiện ở độ sâu từ 100 đến 130 m khi các tác giả lặn có máy thở, và một quan sát duy nhất ở độ sâu 260 m từ tàu lặn.

## Mô tả

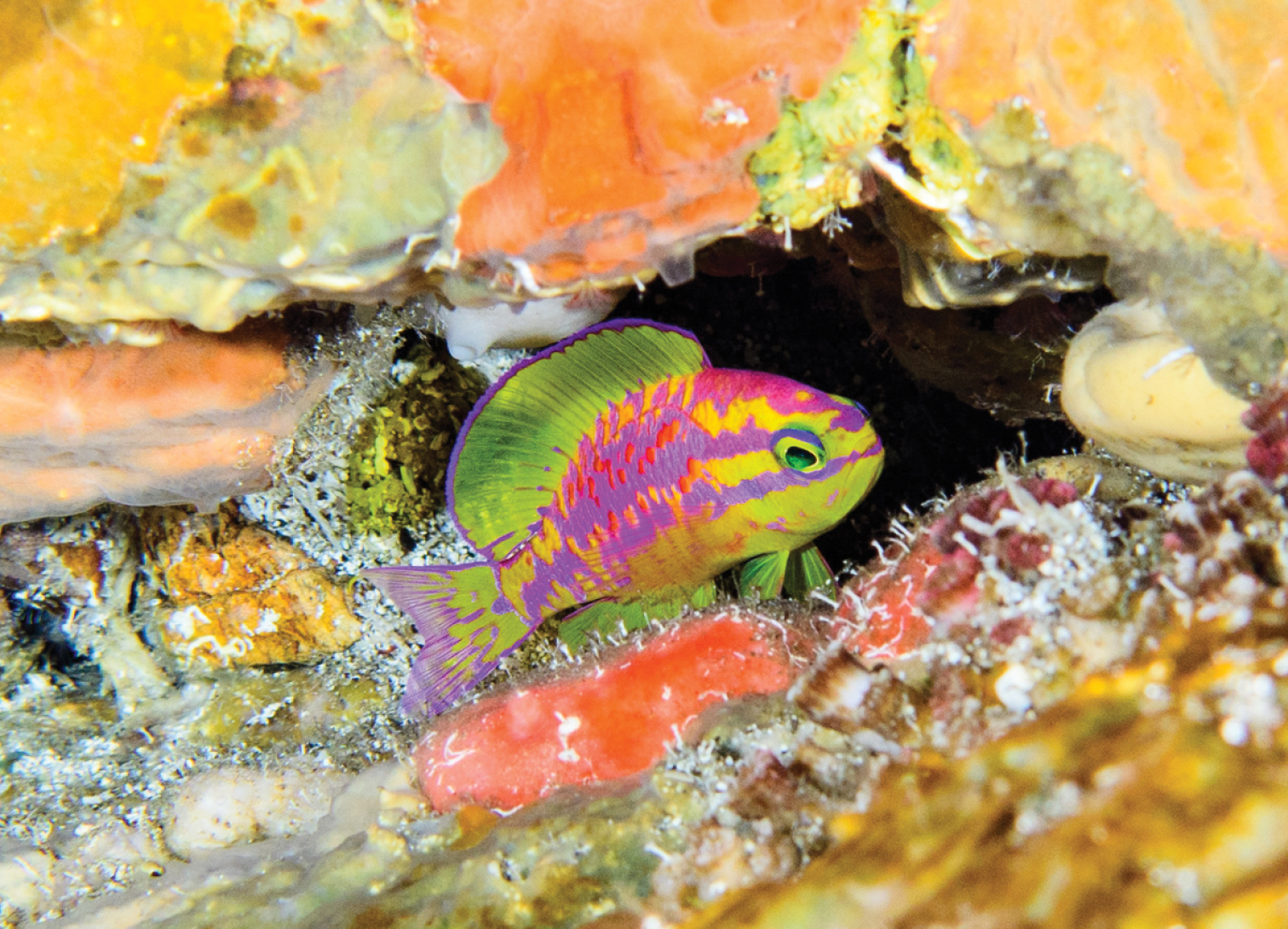
T. aphrodite trong môi trường tự nhiên, ảnh chụp ở độ sâu 120 m

Tổng chiều dài cơ thể lớn nhất đươc ghi nhận ở T. aphrodite là 8,7 cm (chiều dàu chuẩn của mẫu vật này là gần 6 cm).
Cá đực: đầu và thân màu đỏ hồng, sẫm hơn ở lưng, bụng trắng. Hai sọc vàng tươi và hồng cánh sen xen kẽ từ đầu kéo dài đến cuống đuôi, đứt đoạn thành hàng các đốm ở thân sau. Mắt vàng có viền trên và dưới màu hồng tươi. Mõm và vùng trước mắt có màu vàng tươi với một sọc mỏng màu hồng kéo dài ngược lên đến gần gốc vây lưng. Vảy cá ở phần dưới đầu và thân dưới có viền vàng óng. Vây lưng và vây hậu môn vàng, có viền màu hồng tía. Vây bụng vàng, viền trước màu hồng. Vây đuôi lõm sâu, màu vàng ở trước (kèm các vệt hồng tím) và hồng ở sau, tia sợi ở thùy trên và dưới màu vàng. Vây ngực màu vàng, trong mờ.
Cá cái và cá con: màu đỏ cam, sẫm hơn ở lưng. Sọc mỏng ở mõm có màu đỏ kéo dài ngược lên đến gần gốc vây lưng. Cũng có hai sọc vàng và đỏ xen kẽ kéo dài từ đầu đến cuống đuôi. Mắt vàng lục có viền trên và dưới màu tím. Vảy cá trên thân có màu đỏ. Vây lưng chủ yếu có màu vàng, các tia màu cam với đốm màu đỏ sẫm bao phủ 3 gai lưng đầu tiên. Vây hậu môn cũng màu vàng với các tia màu cam, có thêm viền cam bao quanh. Vây bụng màu vàng với viền trước màu đỏ tía. Vây đuôi màu vàng với viền màu hồng cam, có các sọc thẳng hình mắt xích. Vây ngực màu cam, trong mờ.
Số gai ở vây lưng: 10 (gai cuối dài nhất); Số tia vây ở vây lưng: 15–16 (tia thứ 7 dài nhất); Số gai ở vây hậu môn: 3; Số tia vây ở vây hậu môn: 8 (tia thứ 7 dài nhất); Số tia vây ngực: 14–15; Số gai ở vây bụng: 1; Số tia vây ở vây bụng: 5; Số vảy đường bên: 32–35.

## Sinh thái
Qua khảo sát thực địa, T. aphrodite sinh sống trong các kẽ hở trên các rạn đá.